# Бошко Крунић
Бошко Крунић (Прхово, код Пећинаца, 21. октобар 1929 — Нови Сад, 23. јануар 2017) био је друштвено-политички радник СФР Југославије, СР Србије и САП Војводине. 

## Биографија
На Дванаестом и Тринаестом конгресу СКЈ биран је за члана Централног комитета Савеза комуниста Југославије.
Био је председник Председништва Покрајинског комитета Савеза комуниста Војводине у два наврата, од 28. априла 1981. до 28. априла 1982. и од 28. априла 1984. до 24. априла 1985, и председник Председништва Централног комитета СК Југославије од 30. јуна 1987. до 30. јуна 1988. године.
Након тзв. „Јогурт револуције“ октобра 1988. током које је режим Слободана Милошевића укинуо аутономију Војводине, поднео је оставку. Касније је искључен из чланства СКЈ због оптужби за „аутономашки сепаратизам“.
Иако се Крунић често за време Милошевићевог режима помињао као сепаратиста, он декларативно никада није тражио отцепљење, нити се залагао за сепарацију те покрајине, већ за првобитно уставно загарантовану аутономију Војводине у оквиру Југославије.
Бошко Крунић је био oтворени противник Милошевићевог режима, те је неретко био предмет стигматизација и претњи од стране радикалног крила политичких актера у Србији.
Преминуо је 2017. у Новом Саду.